# Hedysareae
Hedysareae je tribus (seskupení rodů) čeledi bobovité dvouděložných rostlin. Zahrnuje přes 400 druhů ve 12 rodech a je rozšířen v Evropě, Asii, severní Africe a Severní Americe. Jsou to byliny i dřeviny se zpeřenými, dlanitě složenými nebo jednolistými listy a motýlovitými květy. Plody jsou nepukavé a často řetízkovité. V České republice roste vičenec, kopyšník a pěstují se čimišníky.

## Popis
Zástupci tribu Hedysareae jsou byliny, keříky, keře nebo výjimečně i malé stromy. Palisty jsou často blanité a suché, obvykle na bázi přirostlé k řapíku a někdy srostlé kolem stonku. Palístky chybějí. Listy mají dosti různorodou podobu, obvykle jsou lichozpeřené či sudozpeřené, složené ze vstřícných celokrajných lístků nebo jednolisté, mohou však být i dlanitě složené. Květy jsou uspořádané v úžlabních hroznech, které mohou být zkrácené nebo redukované na jediný květ. Koruna je motýlovitá, opadavá nebo vytrvávající. Pavéza je na bázi nehetnatá, křídla jsou u některých zástupců silně redukovaná. Tyčinek je 10 a jsou dvoubratré, s 1 tyčinkou volnou nebo až do poloviny srostlou s ostatními. Semeník obsahuje 1 nebo několik vajíčko|vajíček. Lusky jsou převážně článkované až řetízkovité nebo zploštělé, nepukavé, často pokryté štětinami nebo ostny. Semena jsou ledvinovitá.

## Rozšíření
Tribus Hedysareae zahrnuje 12 rodů a více než 400 druhů. Největší rody jsou kopyšník (Hedysarum, 140–180 druhů), vičenec (Onobrychis, 130), čimišník (Caragana, 70–80) a růžojetel (Ebenus, 20 druhů). Je rozšířen v Evropě, Asii, severní a severovýchodní Africe a v Severní Americe.
V České republice se vyskytují 2 druhy vičence (Onobrychis) a kopyšník tmavý (Hedysarum hedysaroides). Jako okrasné keře se pěstují čimišníky.
V květeně Evropy je tento tribus zastoupen vcelku hojně. Vyskytuje se zde celkem 8 rodů, a to zejména ve Středomoří a v Rusku. Mimo vícero druhů vičence a kopyšníku se zde vyskytují 3 druhy čimišníku, dva druhy manovce (Alhagi) a růžojetele (Ebenus), krásnolusk povolžský (Calophaca wolgarica), slaník stříbrný (Halimodendron halodendron) a Eversmannia subspinosa.

## Zástupci
- čimišník (Caragana)
- kopyšník (Hedysarum)
- krásnolusk (Calophaca)
- manovec (Alhagi)
- růžojetel (Ebenus)
- slaník (Halimodendron)

## Význam
Některé druhy čimišníku (Caragana) se pěstují v České republice jako okrasné keře. Vičenec ligrus (Onobrychis viciifolia) je hodnotná pícnina. Některé druhy kopyšníku (Hedysarum) mají význam v lékařství.
Z manovce mouřenínského (Alhagi maurorum) se získává sladká pryskyřice, označovaná jako mana.

## Přehled rodů
Alhagi, Calophaca, Caragana, Corethrodendron, Ebenus, Eversmannia, Halimodendron, Hedysarum, Onobrychis, Sartoria, Sulla, Taverniera